# Kings Grant
Kings Grant és una concentració de població designada pel cens dels Estats Units a l'estat de Carolina del Nord. Segons el cens del 2007 tenia 9.162 habitants.

## Demografia
Segons el cens del 2000, Kings Grant tenia 7.738 habitants, 3.011 habitatges i 2.185 famílies. La densitat de població era de 645,3 habitants per km².
Dels 3.011 habitatges en un 32,8% hi vivien nens de menys de 18 anys, en un 58,5% hi vivien parelles casades, en un 10,5% dones solteres, i en un 27,4% no eren unitats familiars. En el 18,8% dels habitatges hi vivien persones soles el 4,3% de les quals corresponia a persones de 65 anys o més que vivien soles. El nombre mitjà de persones vivint en cada habitatge era de 2,56 i el nombre mitjà de persones que vivien en cada família era de 2,92.
Per edats la població es repartia de la següent manera: un 23,6% tenia menys de 18 anys, un 9,2% entre 18 i 24, un 33,1% entre 25 i 44, un 25,1% de 45 a 60 i un 9% 65 anys o més.
L'edat mediana era de 36 anys. Per cada 100 dones de 18 o més anys hi havia 95,7 homes.
La renda mediana per habitatge era de 46.643 $ i la renda mediana per família de 52.071 $. Els homes tenien una renda mediana de 38.688 $ mentre que les dones 26.160 $. La renda per capita de la població era de 19.889 $. Entorn del 3,9% de les famílies i el 6,7% de la població estaven per davall del llindar de pobresa.

## Poblacions més properes
El següent diagrama mostra les poblacions més properes.